# Matthias Moser
Matthias Moser (geboren am 4. März 1999 in Wien) ist ein österreichischer American-Football-Spieler auf der Position des Runningbacks.

## Leben
Am 26. Juli 2025 wurde er mit den Vienna Vikings durch den Gewinn der Austrian Bowl im Ramen der Austrian Football League 2025 Österreichischer Staatsmeister (Rückennummer 21).
Seine Karriere begann bereits 2013, damals noch in der Jugend der Warlords, die mittlerweile Red Tigers heißen. Im Jahr 2022 gewann er mit den Warlords (Red Tigers) die österreichische Iron Bowl (Rückennummer 22).
In seiner gesamten Karriere in Kampfmannschaften schaffte er bis heute über 70 Touchdowns, die meisten durch das Laufspiel. Im Jahr 2025 waren es 9 Touchdowns in 11 Spielen in der Austrian Football League (AFL).